# 立命館大学法学部

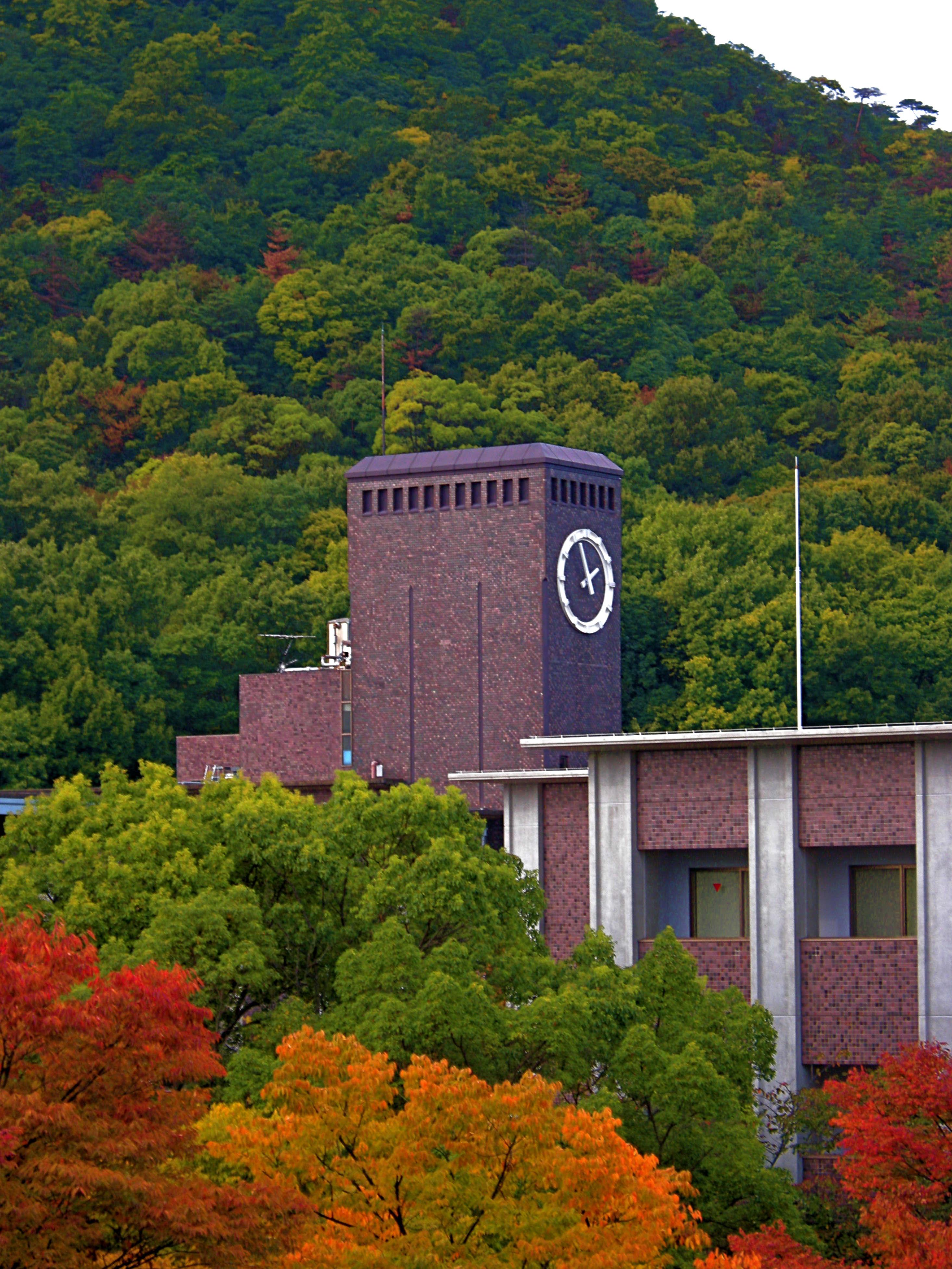
存心館（衣笠キャンパス）

立命館大学法学部（りつめいかんだいがくほうがくぶ、英称:College of Law）は、立命館大学に設置されている学部の1つである。また、立命館大学大学院法学研究科（りつめいかんだいがくだいがくいん ほうがくけんきゅか）は立命館大学大学院に設置されている研究科の1つである。

## 概要
立命館大学法学部は、1900年に中川小十郎により京都法学校を吸収して設立された京都法政学校を前身とし、大学令による立命館大学の設立認可（1922年） を受けて1925年に設置された、立命館大学の中心的学部である。法のスペシャリストの育成を行っており、学科は法学科1学科のみが設置されており、2回生進学時に法政展開、司法特修、公務行政特修のいずれかを選択する制度となっている。

## 沿革

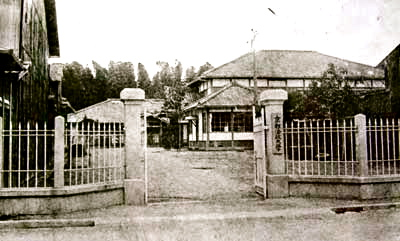
京都法政大学（1905-08年頃）

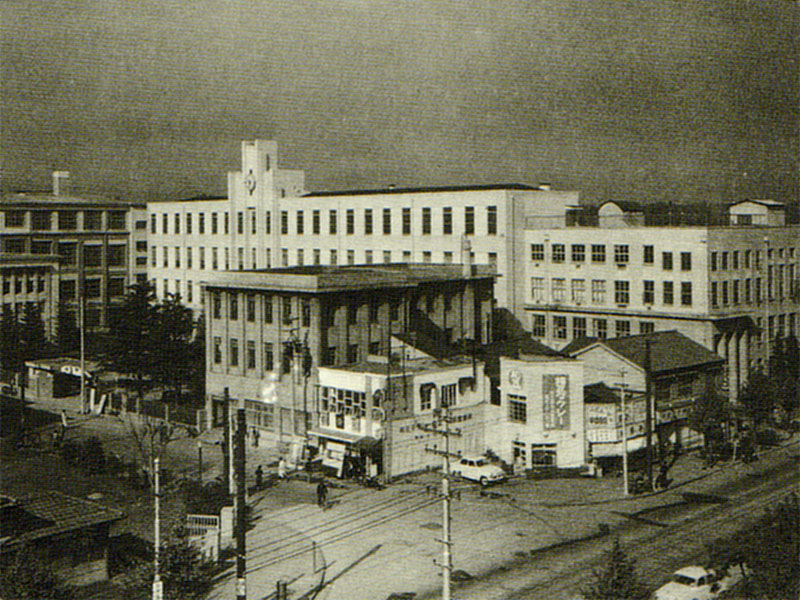
立命館大学広小路学舎（1956年）

- 1900年 中川小十郎が京都法政学校を設立[5]。
- 1903年 京都法政専門学校に改組[5]。
- 1904年 専門学校令による京都法政大学と改称。大学部法律学科、専門学部法律科、専門学部行政科などを設置[5]。
- 1913年 私立立命館大学と改称[5]。
- 1922年 大学令による立命館大学設立認可[1]。
- 1923年 大学予科を設置[6]。専門学部専門科法律科を設置[5]。
- 1925年 法学部（法律学科・経済学科）を設置[2]。
- 1927年 法学部を法経学部に改組[7]。
- 1931年 法経学部の夜間授業開始[8]。
- 1933年 京大事件で辞職の教員18名を任用[5]。
- 1934年 法律学科を第一課程（司法）と第二課程（行政・政治）に分割[9]。
- 1937年 法律学科を法律学科と政治学科に分割[10]。
- 1941年 法経学部を法文学部に改組[11]。
- 1948年 新制立命館大学法学部が発足[5]。
- 1951年 旧制の法学部生が全員卒業[12]。
- 1981年 広小路キャンパスから衣笠キャンパスへ移転[5]。
- 1988年 法律コース・政治行政コースの2コース制を採用[13]。
- 2018年 存心館（法学部棟）の全面リニューアル工事完了[13]。

## 学科
- 法学科[14]
  - 法政展開
  - 司法特修
  - 公務行政特修
    - 入学定員755人[14]

2016年4月より専攻等を決めない一括入学方式を採用。
2016年度以前
入学定員は2015年度のものを記載。
- 法学科
  - 入学定員477人
- 司法特修
  - 入学定員155人
- 公務行政特修 
  - 入学定員91人
- 国際法務特修
  - 入学定員67人

## 学部長
- 樋爪誠

## 交通アクセス
衣笠キャンパス
所在地：京都市北区等持院北町56-1
JR近鉄京都駅から
市バス50にて42分、市バス・JRバス快速立命館にて36分、「立命館大学前（終点）」下車
JR円町駅から
市バス・JRバス快速立命館にて8分、「立命館大学前（終点）」下車
市バス15にて10分、臨にて9分、「立命館大学前（終点）」下車
JRバス　高尾・京北線にて8分、「立命館大学前」下車
阪急電車西院駅から
市バス・JRバス快速立命館にて15分、臨にて17分、「立命館大学前（終点）」下車
京阪電車三条駅から
市バス12にて53分、市バス15にて34分、市バス51にて36分、「立命館大学前（終点）」下車

## 著名な出身者

### 政治
- 田中伊三次 - 元法務大臣、元衆議院副議長
- 山花郁夫 - 元法務副大臣、元衆議院議員山花貞夫の長男
- 萩山教嚴 - 元防衛庁副長官、元富山県議会議員
- 泉健太 - 元内閣府大臣政務官、立憲民主党代表
- 古本伸一郎 - 愛知県副知事、元財務大臣政務官、前衆議院議員
- 野原覚 - 元衆議院議員、元日本教職員組合近畿地区協議会委員長
- 木下元二 - 元衆議院議員、元神戸弁護士会副会長
- 田中好 - 元衆議院議員、元鉄道省事務官
- 矢尾喜三郎 - 元衆議院議員、元大津市議会議員
- 西村章三 - 元衆議院議員、元衆議院議員西村栄一の甥
- 小川半次 - 元衆議院議員、元参議院議員
- 石井拓 - 衆議院議員、元愛知県議会議員
- 本村和喜 - 元参議院議員、元福岡県議会議員
- 川合孝典 - 参議院議員、元UIゼンセン同盟政治委員会事務局長
- 市田忠義 - 参議院議員、元日本共産党中央委員会書記局長
- 門川大作 - 京都市長、元京都市教育長
- 宮崎辰雄 - 元神戸市長、元神戸市助役
- 五十里武 - 元鹿嶋市長、元鹿嶋町総務部長
- 金光邦三 - 元魚津市長、元衆議院議員
- 福井正明 - 高島市長、元滋賀県病院事業庁長
- 大橋一夫 - 福知山市長、元京都府議会議員
- 冨宅正浩 - 柏原市長、元柏原市議会議員
- 北村春江 - 元芦屋市長、元芦屋市教育委員会委員長
- 二宮隆久 - 大洲市長、元大洲市教育長
- 是永修治 - 宇佐市長、元中津市副市長
- 山本健治 - 元大阪府議会議員、元高槻市議会議員
- 広島了輔 - 元鳥取県議会副議長、元境港市議会議員
- 長谷川俊英 - 堺市議会議員

### 行政、法曹
- 橋本徹 - 財務省中国財務局長、元造幣局理事
- 花谷卓治 - 駐モロッコ大使、元衆議院事務局国際部長
- 石井敏弘 - 元科学技術庁長官官房長、元宇宙開発事業団副理事長、元ライフサイエンス振興財団理事長
- 柳孝 - 文部科学事務次官、元内閣府政策統括官、元文部科学省大臣官房長
- 行松泰弘 - 文部科学省サイバーセキュリティ・政策立案総括審議官、元北海道大学教授
- 山内修一 - 京都府副知事、元京都府文化環境部長
- 松本哲泓 - 元大阪高等裁判所部総括判事、元関西大学教授
- 多見谷寿郎 - 津地方裁判所所長、元福岡高等裁判所那覇支部長
- 北潟谷仁 - 弁護士、元札幌弁護士会副会長
- 水野武夫 - 弁護士、元日本弁護士連合会副会長、元近畿弁護士会連合会理事長、日本センチュリー交響楽団理事長

### 経済
- 髙﨑秀夫 - 京都銀行代表取締役会長
- 布垣豊 - 京都中央信用金庫名誉会長
- 荒木幸彦 - ニチコン社長
- 川本八郎 - 元学校法人立命館理事長
- 工藤恭孝 - ジュンク堂書店創業者・元社長
- 佐藤満 - 元ゼネラル・モーターズ・アジア・パシフィック・ジャパン会長、元フォルクスワーゲングループジャパン社長
- 平井嘉一郎 - 元ニチコン社長
- 廣慶太郎 - 元久保田鉄工（現クボタ）社長、元関西経済同友会代表幹事、元大阪工業会会長
- 木下恭輔  - 元アコム社長

### マスコミ
- 杉浦美香 - ジャーナリスト、著作家、元産経新聞記者
- 石戸諭 - フリージャーナリスト
- 佐野章二 - 「ビッグイシュー」日本版創刊者
- 松岡敦司 - ニッポン放送ディレクター
- 山崎弘士 - 元京都放送常務取締役

### 研究
- 安達栄司 - 民事訴訟法、立教大学教授
- 井尻雄士 - 会計学、カーネギーメロン大学特別教授、元アメリカ会計学会会長、会計殿堂入り
- 伊藤敬也 - 国際私法、青山学院大学准教授
- 春日井敏之 - 教育心理学、立命館大学教授
- 北野弘久 - 租税法、日本大学名誉教授、元日本学術会議会員、小野梓記念学術賞
- 小橋一郎 - 商法、同志社大学名誉教授
- 四方利明 - 教育社会学、立命館大学准教授
- 竹田直平 - 刑事訴訟法、元立命館大学教授
- 竹濱修 - 商法、立命館大学教授、元法務省司法試験考査委員
- 豊田兼彦 - 刑法、大阪大学教授、法務省司法試験予備試験考査委員
- 廣瀬鎮 - 文化人類学、元名古屋大学教授
- 瀬領真悟 - 経済法、同志社大学教授
- 宮内裕 - 刑事法、元京都大学教授

### 文化
- 笙野頼子 - 小説家、芥川賞、野間文芸賞、伊藤整文学賞
- 奥田哲也 - 小説家、星新一ショートショート・コンテスト優秀賞
- 山田航 - 歌人、現代歌人協会賞、現代短歌評論賞、角川短歌賞
- よしだあつこ - 脚本家、橋田賞新人賞佳作
- 北奥耕一郎 - 写真家、京都写真芸術展協会賞
- 片岡行雄 - 京人形師、京都府伝統産業優秀技術者、京都工芸研究会委員長
- 伊吹新一 - 指揮者、音楽監督、京都市教育功労賞、京都市芸術奨励賞
- ちると - 漫画家
- 春日森春木 - アニメーション監督

### 芸能
- 勝忠男 - 芸能プロモーター、松竹芸能共同創業者・元社長
- 納谷悟朗 - 俳優、声優、ナレーター
- 近藤フク - 俳優
- 雅原慶 - 女優
- 納谷六朗 - 声優、ナレーター、声優アワード功労賞
- 小山力也 - 声優、ナレーター
- 安田みずほ - 歌手、声優
- 矢野かずき - パントマイム俳優
- 角田龍平 - タレント、漫才師
- 浅越ゴエ - お笑いタレント
- 下林朋央 - お笑い芸人、ファミリーレストランツッコミ担当
- 山本晃也 - 大食い選手
- 佐藤征史 - ミュージシャン、くるりベーシスト
- 松本薫 - 狂言師
- 宮田陽 - お笑い芸人、宮田陽・昇ボケ担当

### アナウンサー
- 川端義明 - 元NHKアナウンサー、元立命館大学客員教授
- 和田光太郎 - NHKアナウンサー
- 山下清貴 - NHKアナウンサー
- 藤川貴央 - ラジオ大阪アナウンサー
- 小崎愃 - 元近畿放送アナウンサー
- 飛鳥井雅和 - 元京都放送アナウンサー
- 岡本博憲 - 元札幌テレビ放送アナウンサー
- 鮫島大史 - 青森放送アナウンサー
- 冨高由喜 - 元新潟テレビ21アナウンサー
- 松枝隆一 - 元福井テレビアナウンサー
- 大園康志 - 元中部日本放送アナウンサー
- 橋本裕之 - 中国放送アナウンサー
- 松田梨香 - 元山口朝日放送アナウンサー
- 西山耕平 - 長崎文化放送アナウンサー
- 樋口綾子 - 元NHK高知放送局契約キャスター
- 濱野圭司 - フリーアナウンサー
- 金谷有希子 - フリーアナウンサー

### スポーツ
- 保井浩一 - プロ野球選手、元東映フライヤーズ監督
- 桜井俊貴 - プロ野球選手
- 山口剛玄 - 空手家、藍綬褒章
- 山舗公義 - 柔道家、全日本柔道選手権大会準優勝、世界柔道選手権大会3位
- 棚橋弘至 - プロレスラー、IWGPヘビー級王者、IWGPインターコンチネンタル王者、プロレス大賞MVP
- 大久保正陽 - 騎手、調教師
- 梅本淳一 - レーシングドライバー、Malaysia Sepang MME 12時間レース S2000 AP1 1位
- 内田嘉弘 - 登山家、京都野鳥の会自然観察指導員

### その他
- 赤木俊夫 - 元近畿財務局職員
- 加藤曻 - 元大日本帝国海軍中尉
- 松尾清三 - 第1回アメリカ横断ウルトラクイズチャンピオン
- 稲川良夫 - 第11回アメリカ横断ウルトラクイズチャンピオン